# لينارت هانسون
لينارت هانسون (بالسويدية: Lennart Hansson)‏ هو مجدف سويدي، ولد في 21 يناير 1931 في Hogdal ‏ في السويد، وتوفي في 1 مارس 2013 في ترولهتان في السويد.

## وصلات خارجية
- لينارت هانسون على موقع الاتحاد الدولي للتجديف (الإنجليزية)
- لينارت هانسون على موقع اللجنة الأولمبية الدولية (الإنجليزية)
- لينارت هانسون على موقع أوليمبيديا (الإنجليزية)
- لينارت هانسون على موقع اللجنة الأولمبية السويدية (السويدية)